# Belterra Casino Indy 300 2003
Belterra Casino Indy 300 2003 var ett race som var den tolfte deltävlingen i IndyCar Series 2003. Racet kördes den 17 augusti på Kentucky Speedway. Sam Hornish Jr. tog sin första seger för säsongen, medan tvåan Scott Dixon återfick kontakten i mästerskapet med toppduon Tony Kanaan och Hélio Castroneves. Bryan Herta slutade trea.

## Slutresultat
| Plats | Förare            | Team                     | Grid | Kvaltid |
| ----- | ----------------- | ------------------------ | ---- | ------- |
| 1     | Sam Hornish Jr.   | Panther Racing           | 1    | 24,260  |
| 2     | Scott Dixon       | Chip Ganassi Racing      | 2    | 24,289  |
| 3     | Bryan Herta       | Andretti Green Racing    | 13   | 24,569  |
| 4     | Al Unser Jr.      | Kelley Racing            | 8    | 24,447  |
| 5     | Hélio Castroneves | Marlboro Team Penske     | 3    | 24,294  |
| 6     | Tony Kanaan       | Andretti Green Racing    | 11   | 24,501  |
| 7     | Robbie Buhl       | Dreyer & Reinbold Racing | 6    | 24,388  |
| 8     | Dan Wheldon       | Andretti Green Racing    | 14   | 24,586  |
| 9     | Gil de Ferran     | Marlboro Team Penske     | 4    | 24,295  |
| 10    | Tomas Scheckter   | Chip Ganassi Racing      | 7    | 24,407  |
| 11    | Buddy Rice        | Cheever Racing           | 10   | 24,466  |
| 12    | Roger Yasukawa    | Fernández Racing         | 16   | 24,671  |
| 13    | Scott Sharp       | Kelley Racing            | 18   | 24,719  |
| 14    | Sarah Fisher      | Dreyer & Reinbold Racing | 9    | 24,450  |
| 15    | Greg Ray          | Access Motorsports       | 5    | 24,370  |
| 16    | Buddy Lazier      | Hemelgarn Racing         | 20   | 24,797  |
| 17    | A.J. Foyt IV      | A.J. Foyt Enterprises    | 19   | 24,721  |
| 18    | Tora Takagi       | Mo Nunn Racing           | 12   | 24,510  |
| 19    | Kenny Bräck       | Team Rahal               | 15   | 24,640  |
| 20    | Alex Barron       | Mo Nunn Racing           | 17   | 24,673  |